# Mers în gol
Mersul în gol este un regim de funcționare al unui utilaj sau motor, în care acestea nu îndeplinesc funcția pentru care au fost concepute. Acest regim se întâlnește la punerea în funcțiune, până când anumiți parametri ajung la valorile de regim (de exemplu la încălzirea motoarelor cu ardere internă) sau când funcția pentru care au fost concepute momentan nu este cerută, dar oprirea completă nu este convenabilă.
Dacă este posibil, mersul în gol trebuie evitat deoarece consumă energie și produce noxe (ex. zgomot).

## Motoare cu ardere internă

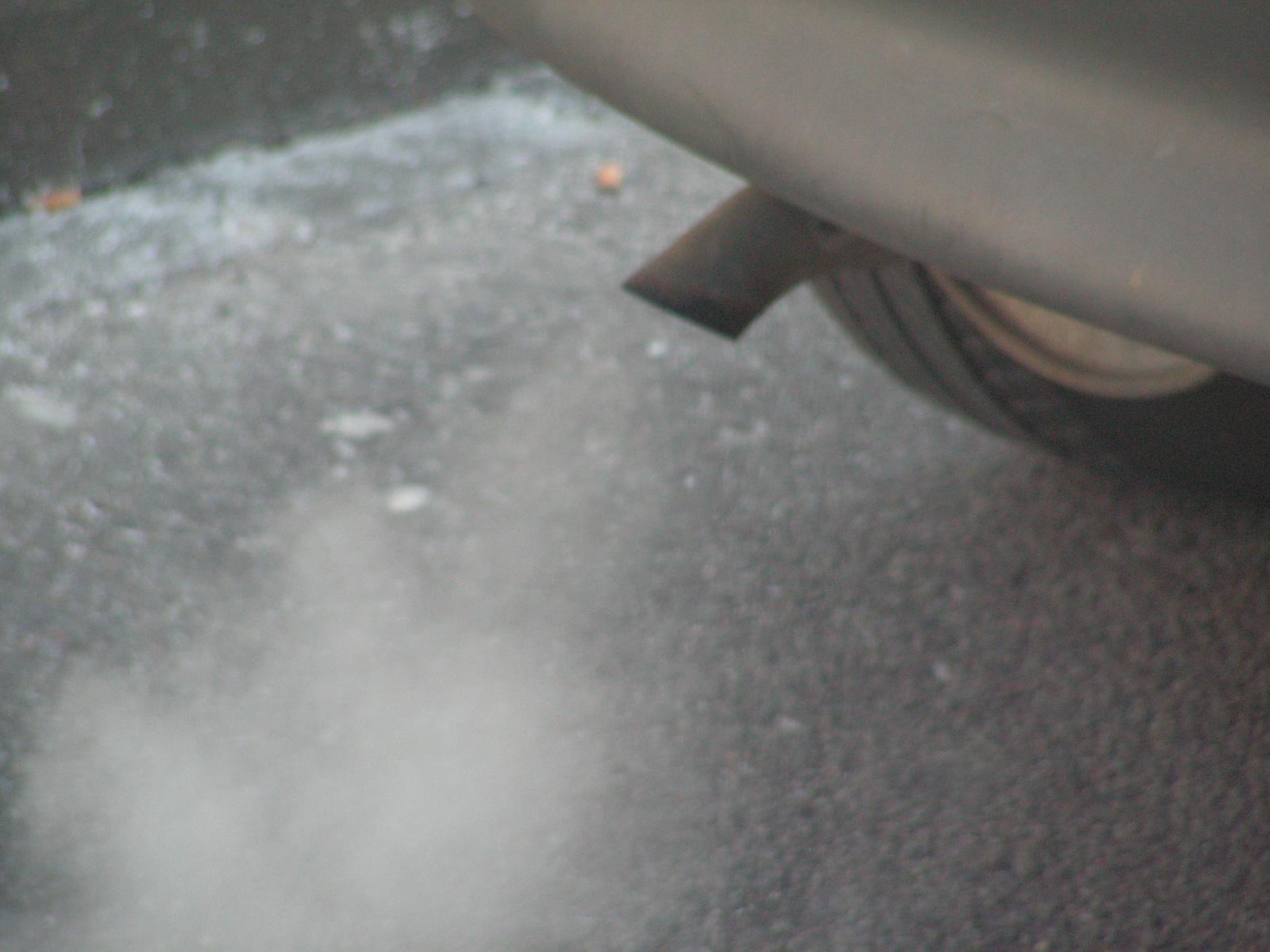
Automobil convențional, emițând gaze de eșapament la mersul în gol

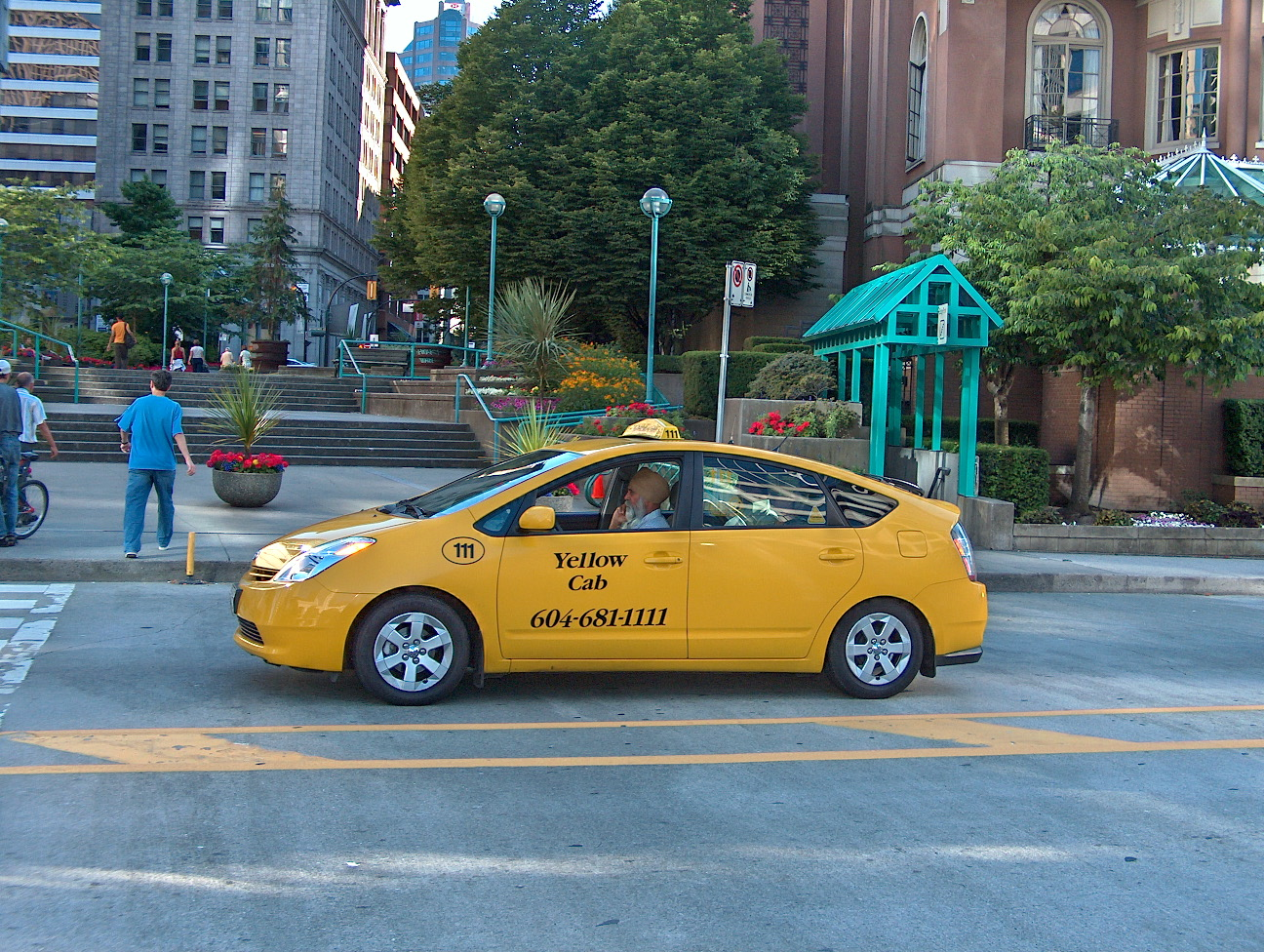
Automobil modern fără mers în gol

Când nu sunt în sarcină, motoarele cu ardere internă funcționează la o turație scăzută (ralanti), care la automobile este de 700–900 rpm. Această turație este puțin mai mare decât cea minimă necesară funcționării, pentru a asigura un mers liniștit și a evita oprirea nedorită. Dacă motorul antrenează diverse accesorii, cum ar fi compresorul instalației de climatizare, turația lui trebuie să fie puțin mai mare, pentru a genera puterea necesară antrenării acestor accesorii. Pentru multe motoare de motocicletă cu unul sau doi cilindri, turația de ralanti este reglată între 900 și 1100 rpm.
La motoarele cu aprindere prin scânteie (pe benzină, ciclul Otto) cu carburator, carburatorul are un jiclor separat (jiclorul de mers în gol) care asigură funcționarea la turația de ralanti. La motoarele cu alimentare prin injecție (pe benzină, sau pe motorină, ciclul Diesel), turația de ralanti este realizată de regulatorul sistemului de injecție.
Consumul de combustibil la mersul în gol (circa 10 % din consumul în regim nominal) este o caracteristică a motorului.
La automobilele moderne funcționarea motorului la ralanti este evitată prin folosirea sistemului start-stop.

## Electronică
În electronică termenul de „mers în gol” este folosit pentru regimul de funcționare în circuit deschis (cu sarcină de impedanță infinită, „fără sarcină”). În acest regim tensiunile sunt maxime, ceea ce face să fie folosit la calculul circuitelor, de exemplu la cvadripoli.

## Computere
La computere mersul în gol este realizat prin executarea repetată (în ciclu) a instrucțiunii NOP din limbajele de asamblare.